# 金槿泰
金槿泰（1947年2月14日—2011年12月30日），出生于京畿道富川市，毕业于首尔大学经济系，韩国政治人物、国会议员、前开放国民党黨魁，被誉为韩国“民主化之父”。

## 生平

### 早年生涯
1947年2月14日，金槿泰出生在京畿道富川市，1959年2月，金槿泰在京畿道杨平郡杨州国民学校毕业，1962年2月，金槿泰在首尔光新中学校毕业，1965年2月，金槿泰在京畿高等学校毕业，1965年2月，金槿泰在首尔大学商科经济系入学，1967年，金槿泰加入陆军步兵，1970年8月，金槿泰在军队中退役，1972年2月，金槿泰大学毕业。

### 政治生涯
1971年2月，首尔大学内乱阴谋事件爆发，金槿泰是其中之一。1983年，金槿泰担任民主化运动青年连合（民青连）初届、2届议长。1985年到1988年，民青连事件导致金槿泰被羁押，金槿泰被押往治安本部南营洞反共分部，警察用电刑和水刑对金槿泰拷问、殴打。 1989年，金槿泰担任全国民族民主运动连合（全民连）政策企画室长、执行委员长，后因为全民连活动再次被羁押。1992-1994年间，金槿泰先后分别担任“民主大改革之民主政府树立的国民会议”执行委员长、“民主抗争记念国民委员会”共同执行委员长、“统一时代民主主义国民会议”共同代表。
1995年2月24日，金槿泰加入民主党，就任民主党副总裁；9月，金槿泰建立“新政治国民会议”（国民会议）党，就任副总裁、“国民会议”道峰甲区地区党委员长。1996年4月，韩国第15届总统选举，金槿泰当选为第15代国会议员（道峰甲区、新政治国民会议）。1997-1999年，金槿泰先后担任“新政治国民会议”大统领选挙首都圏対策委员会共同委员长、新政治国民会议电子政府具现政策企画团委员长、“国民政治研究会”指导委员、国民会议党刷新委员会委员长、汉阳大学校行政大学院院长兼任教授。1999年到2000年，金槿泰担任国际金融博览会推进委员会委员长。
2000年1月，金槿泰担任新千年民主党道峰甲区地区党委员长、新千年民主党指导委员；3月，金槿泰担任新千年民主党16届总选首尔地域选挙対策委员会委员长；4月，韩国举行第十六届总统选举，金槿泰当选为第16届国会议员（道峰甲区、新千年民主党）；5月，金槿泰担任石大学校校长兼任教授；8月，金槿泰当选为新千年民主党最高委员。9月，金槿泰担任延边大学硬座教授；10月，金槿泰担任新千年民主党公职资金管理及金融构造改革特委委员长。
2001年，金槿泰担任韩半岛平和之经济发展战略研究财团理事长、新千年民主党电子去来活性化法令整备政策企画团委员长、新千年民主党所得格差缓和特别委员会委员长、新千年民主党常任顾问。2002年6月，金槿泰当选为8.8再补选特别対策机构委员长；10月，金槿泰担任新千年民主党中央选举対策委员长常任委员；11月，金槿泰担任国会政治改革特别委员会委员。2003年6月13日，金槿泰担任新千年民主党经济活性化対策特别委员会委员长；9月19日，金槿泰担任国民参与统合新党院内代表；10月27日，金槿泰当选为开放国民党院内代表。2004年4月15日，第十七届韩国总统选举，金甜甜当选为第17届国会议员当选；7月1日，金槿泰就任第43届保健福祉部长官。2005年，金槿泰担任又石大学校校长兼任教授。
2006年2月18日，金槿泰当选为开放国民党最高委员；6月10日，金槿泰就任开放国民党议长。2007年8月，金槿泰担任大统合民主新党创党发起人及中央委员。次年2月，金槿泰担任统合民主党常任顾问；4月，韩国举行第十八届总统选举，金槿泰作为开放国民党新人候补落败。

### 因病逝世
晚年，金槿泰身患帕金森综合症、脑静脉血栓症、肺炎、肾炎和败血症。2011年12月30日凌晨5时31分，金槿泰在首尔大学病院因败血症病逝，享年64岁。

## 家庭
金槿泰的妻子叫尹在槿，两人有一子一女。

## 選舉履歷
| 年度 | 選舉屆數       | 選舉區       | 所屬政黨       | 得票數 | 得票率 | 當選標記 | 備註 |
| ---- | -------------- | ------------ | -------------- | ------ | ------ | -------- | ---- |
| 1996 | 第15屆國會選舉 | 首尔道峰区甲 | 新政治國民會議 | 27,768 | 38.85% |          |      |
| 2000 | 第16屆國會選舉 | 首尔道峰区甲 | 新千年民主党   | 34,233 | 50.85% |          |      |
| 2004 | 第17屆國會選舉 | 首尔道峰区甲 | 开放国民党     | 42,583 | 52.13% |          |      |
| 2008 | 第18屆國會選舉 | 首尔道峰区甲 | 統合民主黨     | 31,335 | 46.16% |          |      |

## 奖项
| 年份   | 奖项                         | 是否得奖 | 备注  |
| ------ | ---------------------------- | -------- | ----- |
| 1987年 | 罗伯特·弗朗西斯·肯尼迪人权奖 | 獲獎     | [ 4 ] |